# Герберт, Уильям, 18-й граф Пембрук
Уильям Александр Сидни Герберт, 18-й граф Пембрук, 15-й граф Монтгомери (англ. William Alexander Sidney Herbert, 18th Earl of Pembroke, 15th Earl of Montgomery; род. 18 мая 1978) — английский пэр. Он стал графом в 2003 году после смерти своего отца, Генри Герберта, 17-го графа Пембрука. С 1978 по 2003 год он носил титул учтивости — лорд Герберт.

## Семья
Родился 18 мая 1978 года. Единственный сын Генри Герберта, 17-го графа Пембрука (1939—2003), от его жены, бывшей Клэр Роуз Пелли (род. 1943). У него есть три старшие сестры и три младшие сводные сестры от второго брака его отца.
Он унаследовал родовые титулы и поместья, сосредоточенные в Уилтон-хаусе, фамильном поместье в Уилтшире, когда его отец умер 7 октября 2003 года, став 18-м графом Пембруком, 15-м графом Монтгомери, 7-м бароном Гербертом из Ли, 15-м бароном Гербертом из Шерланда и 18-го барона Герберта из Кардиффа.
В апреле 2009 года он объявил о своей помолвке со своей давней подругой Викторией Буллоу . Пара обвенчалась 29 мая 2010 года в приходской церкви Святой Марии и Святого Николая в Уилтоне, недалеко от Солсбери. Их первый ребенок, Леди Александра Элоиза Екатерина Герберт родился в районной больнице Солсбери на 3 апреля 2011 года. Их старший сын и наследник, Реджинальд Генри Майкл Герберт, лорд Герберт, родился 21 октября 2012 года. Третий ребенок — достопочтенный Луи Чарльз Александр Герберт — родился в районной больнице Солсбери 20 сентября 2014 года. Их четвертый ребенок, леди Беатрис Аурелия Скай Герберт, родилась в окружной больнице Солсбери 15 марта 2016 года.
Жена — Виктория Буллоу (род. 1985), дочь Майкла Буллоу, владельца универмага McEwens в Шотландии. Её мать, Сандра Ли-Грэм Буллоу, — бывшая модель. Виктория выросла в Хантингтауэре (Перт) и получила образование в колледже Гленалмонд, а затем изучала архитектуру интерьера в Колледже искусств и дизайна Челси, окончив его с отличием первого класса. Находясь в Челси, она появилась в «Country Life» и начала встречаться с лордом Пемброком. Они поженились в 2010 году. Леди Пемброк в настоящее время является покровительницей Королевского Каледонского бала.

## Образование и карьера
Лорд Пемброк получил образование в школе Брайанстон (графство Дорсет), а затем в течение двух лет в Университете Лидса, где он прошел базовый курс по дизайну компьютерной графики 3D. Затем он продолжил курс промышленного дизайна в Университете Шеффилда Халлама (Западный райдинг Йоркшира), став первым Гербертом, получившим диплом с отличием первого класса.
Затем он работал с Себастьяном Конраном в качестве промышленного дизайнера, будучи вынужден уйти с этой работы в октябре 2004 года, чтобы взять на себя обязанности по дому и поместью в Уилтоне, через год после смерти своего отца от рака. В интервью The Observer в июле 2005 года Уильям Герберт откровенно рассказал об обязанностях и трудностях в управлении историческим домом и поместьем . Он хотел увеличить количество мероприятий со знаменитостями, такими как вечеринка с Мадонной по случаю дня рождения в Уилтон-хаусе, чтобы увеличить доходы; однако, открытие отеля для большего числа туристов не окупается в долгосрочной перспективе, сказал он, так как это увеличивает износ дома. Он также откровенно говорил о том, что ему необходимо жениться и родить сына, чтобы обеспечить преемственность (ради его ближайших родственников, а также поместья и дома и всех тех, кто зависит от этого для получения средств к существованию). Его предполагаемым наследником в то время был нынешний Джордж Герберт, 8-й граф Карнарвон (род. 1956), у которого есть законный мужской ребенок.
По состоянию на 2006 год в поместье Уилтон работало около 30 сотрудников. Его 14 000 акров разделены на 14 ферм, одна из которых находится в ведении поместья, и более 200 жилых объектов. Хотя дом открыт для публики, лорд Пемброк и его жена занимают около трети дома в частном порядке.
С 2006 года граф Пембрук занимал должность президента Stars Appeal, благотворительной организации по сбору средств для районной больницы Солсбери, и является активным членом ее комитета по сбору средств.
В течение последних 12 лет в партнерстве со своей женой Викторией он руководил обширной программой реконструкции как снаружи, так и внутри Уилтона, а также окружающих его зданий и сооружений. Впоследствии эта работа получила ряд наград и почестей.
В 2021 году граф Пемброк получил степень магистра по управлению сельским хозяйством в Королевском сельскохозяйственном университете в Сайренсистере.

## Автомобили
Страстный любитель автомобилей и автогонок, лорд Пемброк участвовал в гонках в Ле-Мане на Jaguar D-Type и в серии Funcup на выносливость с 2009 года, а в 2011 году одержал классную победу в 25-часовой гонке в Спа против 120 международных команд. Он проводил ежегодное шоу классических и суперкаров на территории Уилтон-Хауса, но оно было отменено в 2017 году по неизвестным причинам. Он владел различными классическими автомобилями, и его коллекция дорожных автомобилей включает Mercedes 300SL и Invicta Type-S «Низкое шасси».
В интервью 2019 года с Campden FB он дал советы тем, кто хочет диверсифицировать свои инвестиционные портфели за счет добавления коллекционных автомобилей, подчеркнув налогооблагаемые преимущества, но также и некоторые потенциальные подводные камни.

## Преемственность
Поскольку у отца Уильяма Герберта не было братьев, а братья его деда умерли неженатыми, а другие линии потомства от более ранних графов вымерли, предполагаемый наследник графств Пемброк (титул создан в 1551 году Эдуардом VI) и Монтгомери (титул создан для брата 3-й граф Пембрука, сменивший его на посту 4-го графа) был 8-м графом Карнарвон (род. 10 ноября 1956), обладателем графства, созданного в 1793 году для первого сына второго выжившего сына 8-го графа Пембрука. Однако после свадьбы в 2010 году 18-й граф и графиня Пембрук родили двух дочерей и двух сыновей. Наследником титулов является Реджинальд, лорд Герберт, родившийся в 2012 году.